# Renaissance de Harlem
 (février 2021).
Si vous disposez d'ouvrages ou d'articles de référence ou si vous connaissez des sites web de qualité traitant du thème abordé ici, merci de compléter l'article en donnant les références utiles à sa vérifiabilité et en les liant à la section « Notes et références ».
 (septembre 2024).
La Renaissance de Harlem est un mouvement de renouveau de la culture afro-américaine, qui connaît son apogée durant l’Entre-deux-guerres. Son berceau et son foyer se trouvent dans le quartier de Harlem, à New York. Cette effervescence s'étend à plusieurs domaines de la création, les arts visuels et vivants, la musique, et la production littéraire qui s’affirment comme les plus remarquables de cet épanouissement, sur fond d'engagement politique et social. 
Soutenue par des mécènes et une génération d’écrivains talentueux, la Renaissance de Harlem marque un tournant majeur dans la littérature noire américaine qui connaît une certaine reconnaissance et une plus grande diffusion en dehors de l’élite noire américaine. La littérature et la culture noires atteignent de tels sommets durant cette période que certains désignent Harlem comme la « capitale mondiale de la culture noire » : de fait, elle attira de nombreuses personnalités et pas seulement issues de la diaspora.

## Présentation et contexte

### Origines
Il est difficile de donner une date précise[Selon qui ?] pour le commencement de la Renaissance de Harlem. Il est admis qu’elle se manifeste dans l’entre-deux-guerres, c’est-à-dire qu’elle correspond aux années 1920 et 1930. Certains considèrent que la crise de 1929 brise l’élan de la Renaissance de Harlem ; d’autres la prolongent jusqu’à l’entrée en guerre des États-Unis (1941).
Depuis l'abolition de l'esclavage en 1865, les Afro-Américains sont confrontés à la ségrégation. S’ils ont obtenu le droit de vote, les Afro-américains sont en fait exclus de la citoyenneté dans le Sud du pays : plusieurs États imposent des tests d’alphabétisation ou des critères de fortune pour les écarter du suffrage. Face aux lynchages qui s’intensifient dans les années 1890, face aux discriminations et à la mécanisation de l’agriculture, plusieurs milliers d’Afro-Américains quittent le Sud rural pour s’installer dans les villes industrielles du Midwest et du Nord-Est.
Dans les années 1920, l’économie américaine est prospère, mais les inégalités sont importantes, et les Noirs figurent parmi les plus pauvres. Seul un petit nombre d’entre eux a réussi à intégrer les classes moyennes et aisées de la société américaine.
Le mouvement de la Renaissance de Harlem cherche à émanciper les Afro-Américains ; mais elle n'intervient pas dans un vide culturel total : une littérature noire américaine existe depuis l'indépendance américaine avec des écrivains tels que Frederick Douglass (vers 1818–1895), W. E. B. Du Bois (1868–1963) ou encore Booker T. Washington (1856–1915). Les récits d’esclaves, les essais abolitionnistes ou historiques, les articles de presse et les poèmes constituent cette littérature du XIXe siècle. Mais avec la Renaissance de Harlem, les œuvres se multiplient dans tous les domaines, se diversifient et se diffusent plus largement. Harlem devient le centre renommé de ce nouveau dynamisme, si bien qu'on utilise l'expression « Renaissance de Harlem », en référence à la renaissance de la littérature irlandaise du XIXe siècle.

### Galerie

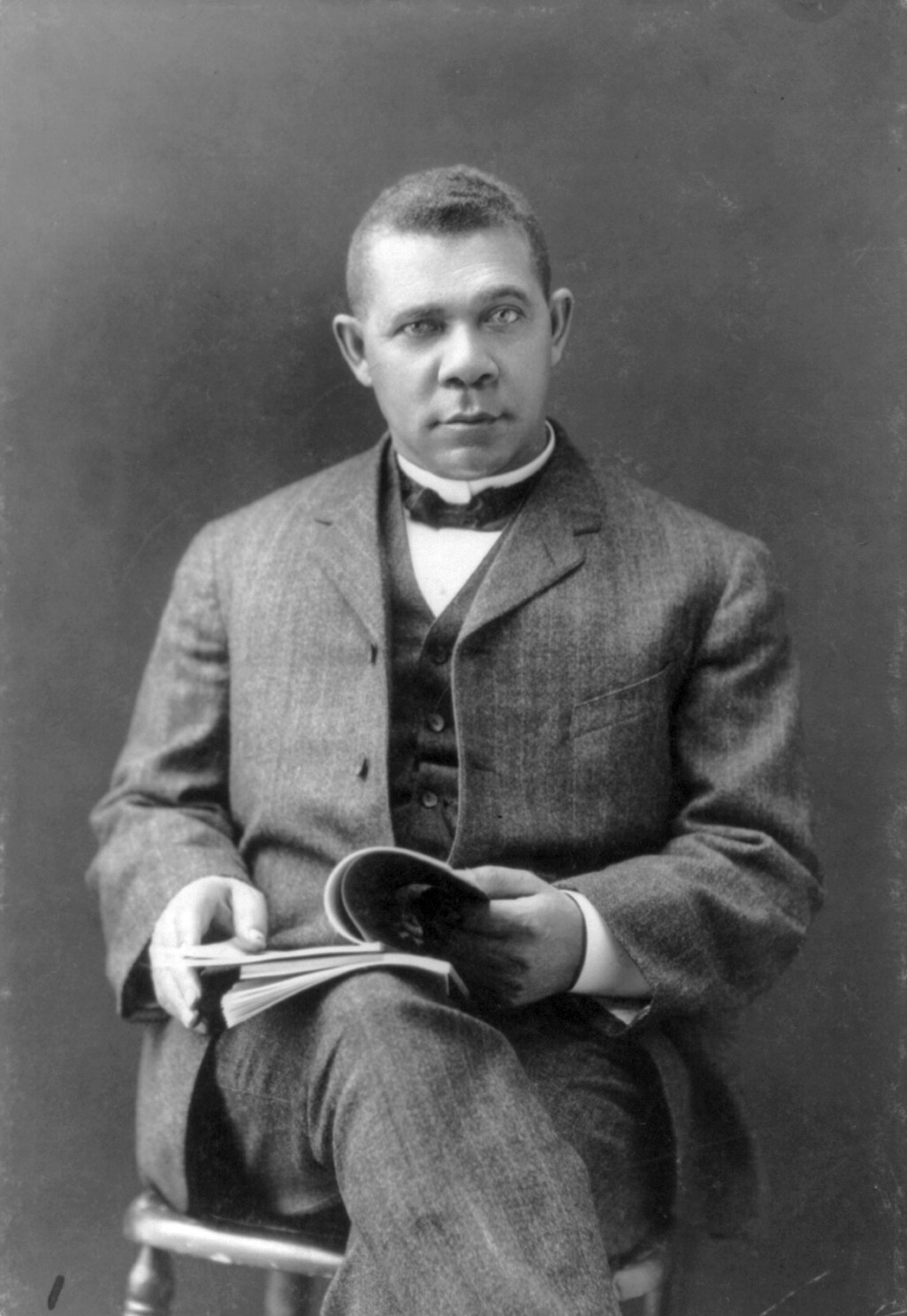
Booker T. Washington (1856-1915)
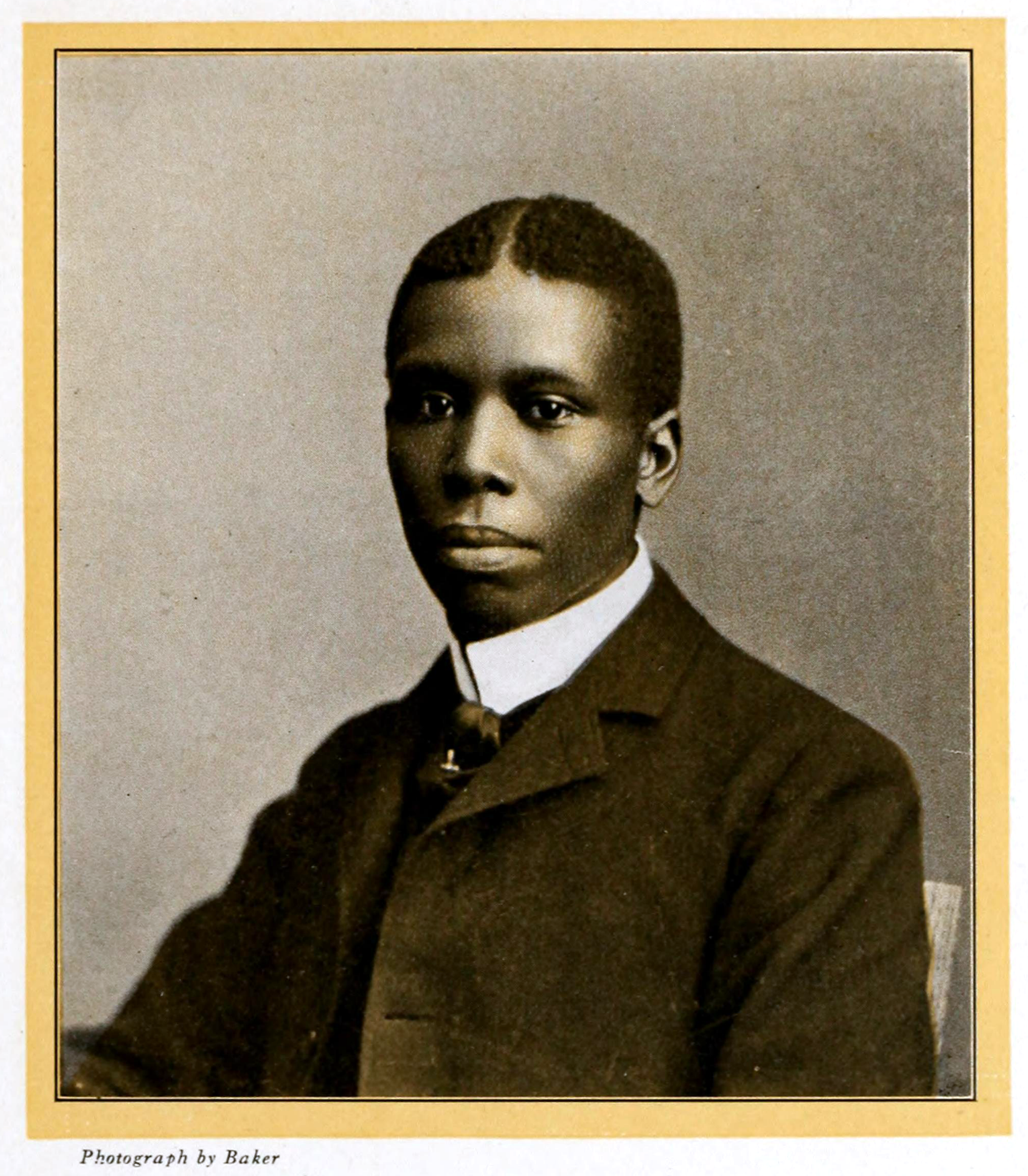
Paul Laurence Dunbar (1872-1906)
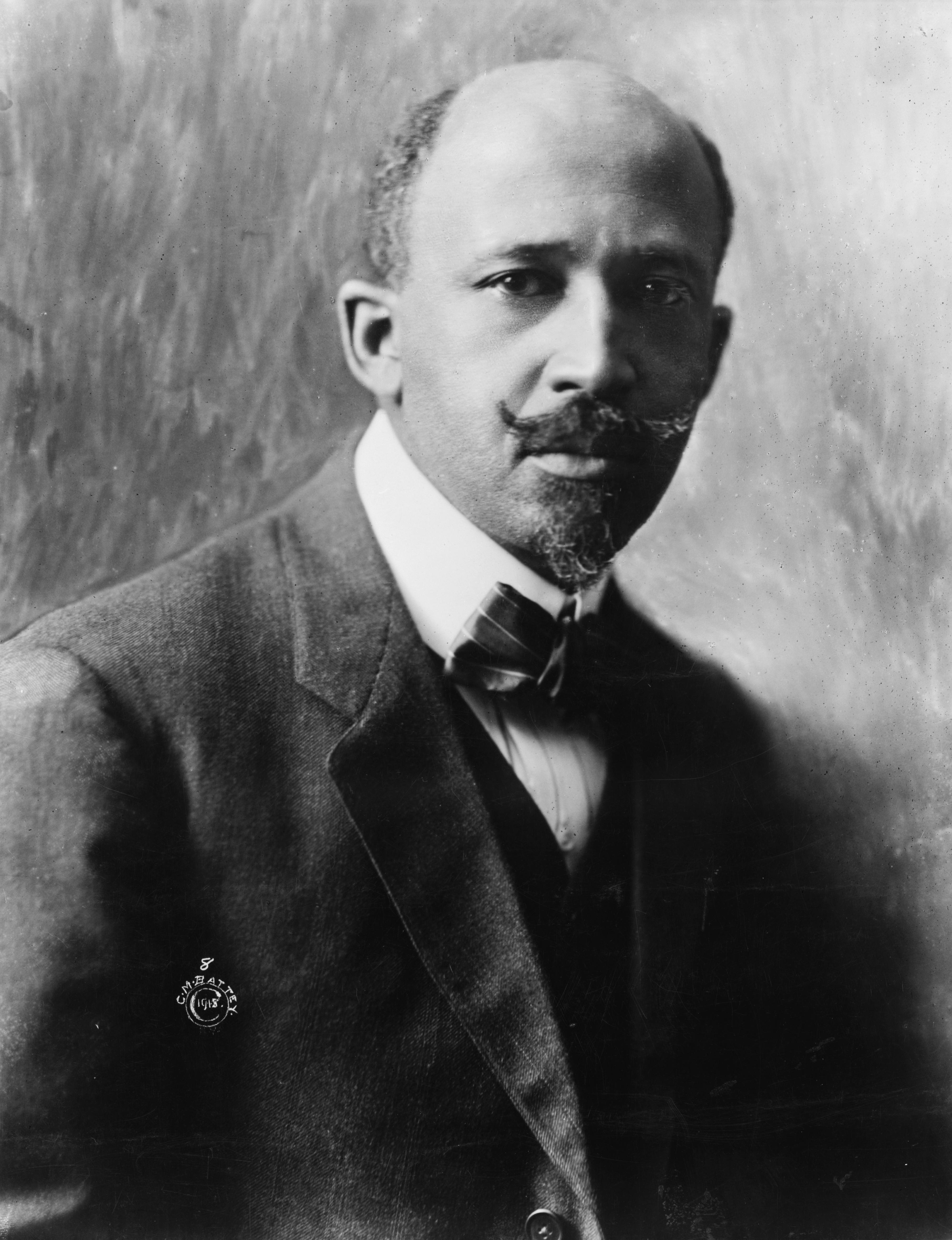
W. E. B. Du Bois (1868-1963)
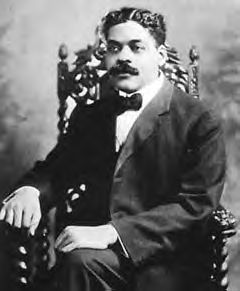
Arturo Alfonso Schomburg (1874-1938)
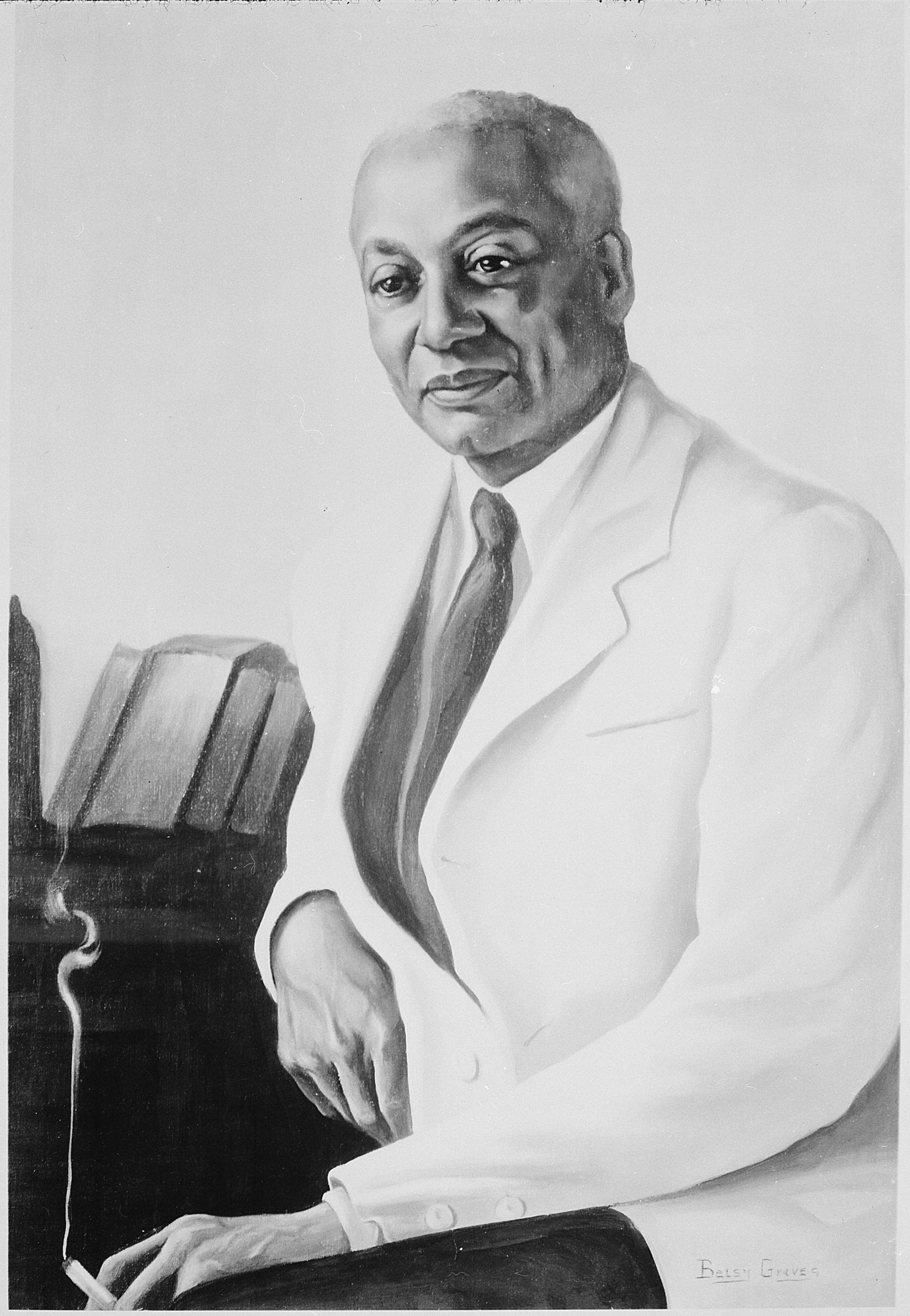
Alain Locke (1885-1954)
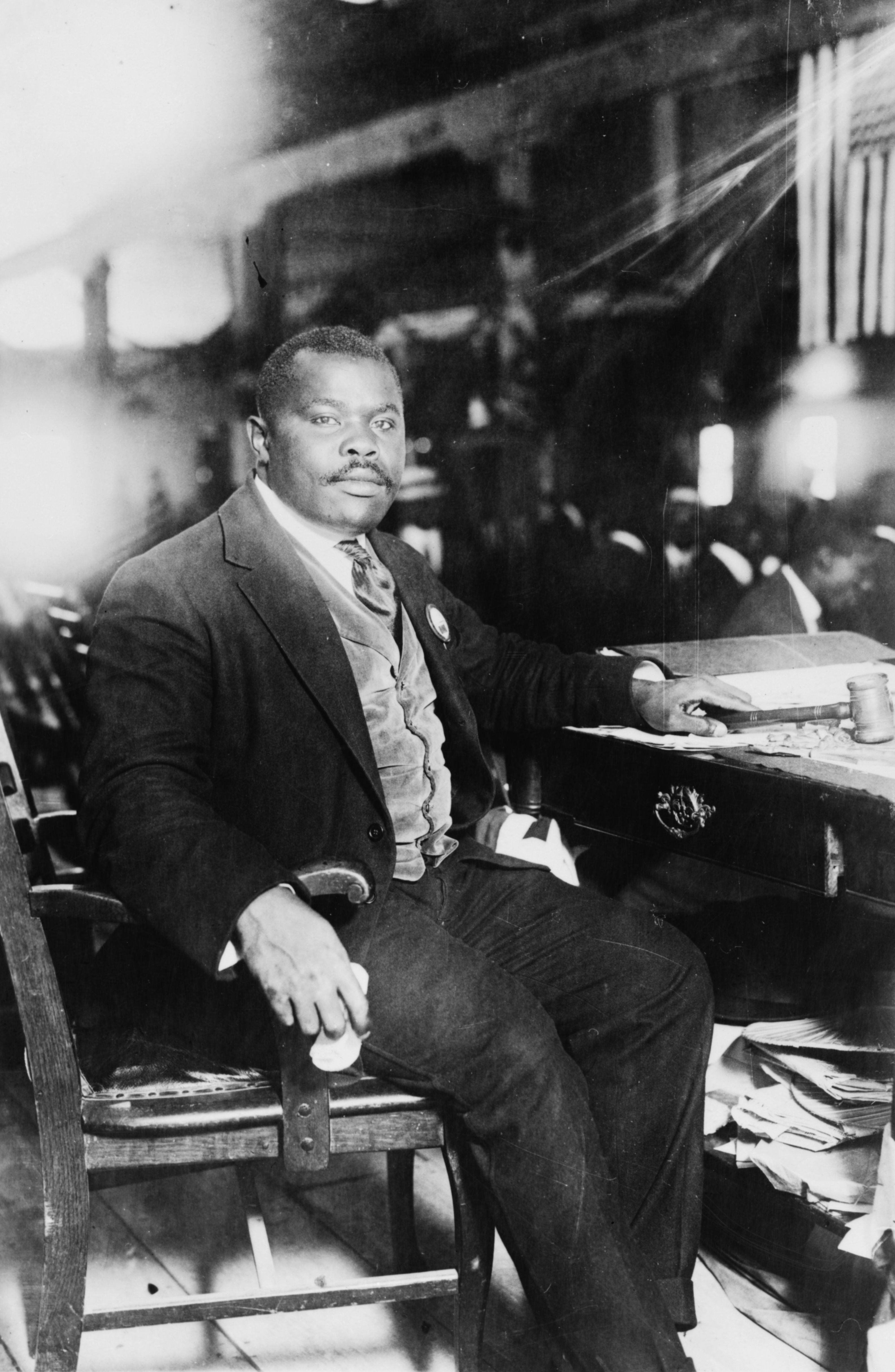
Marcus Garvey (1887-1940)
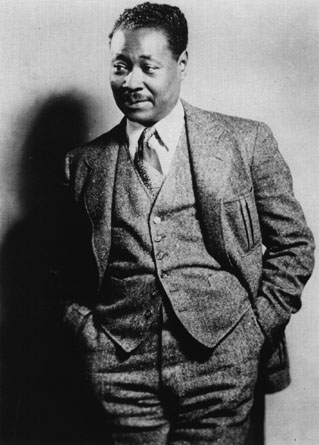
Claude McKay (1889-1948)
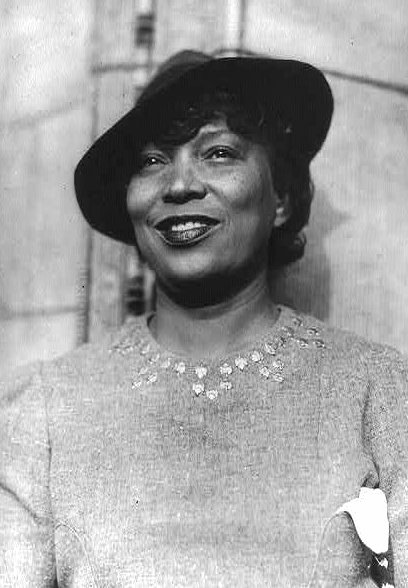
Zora Neale Hurston (1891-1960)
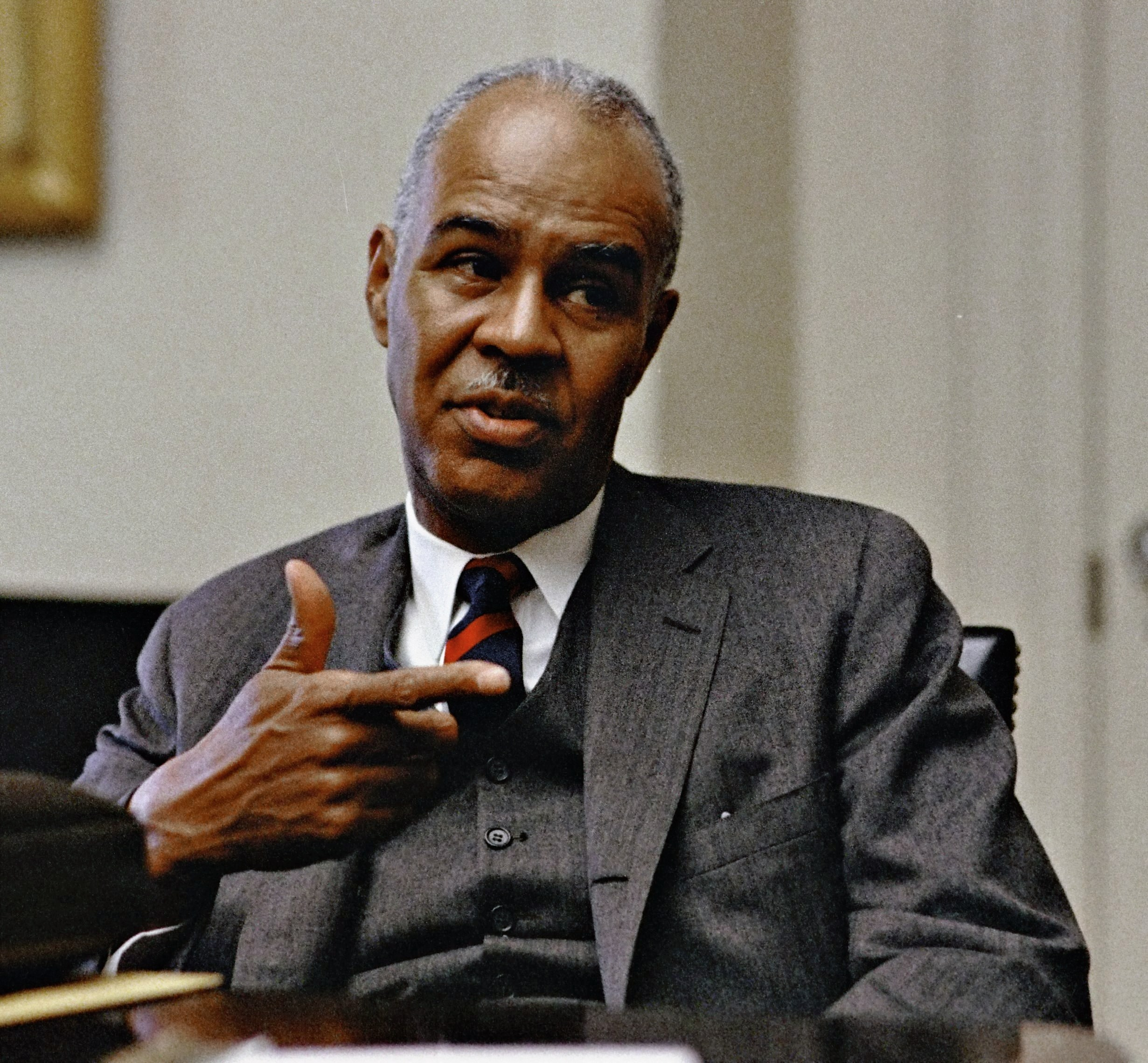
Roy Wilkins (1901-1981)
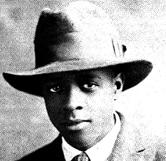
Wallace Thurman (1902-1934)
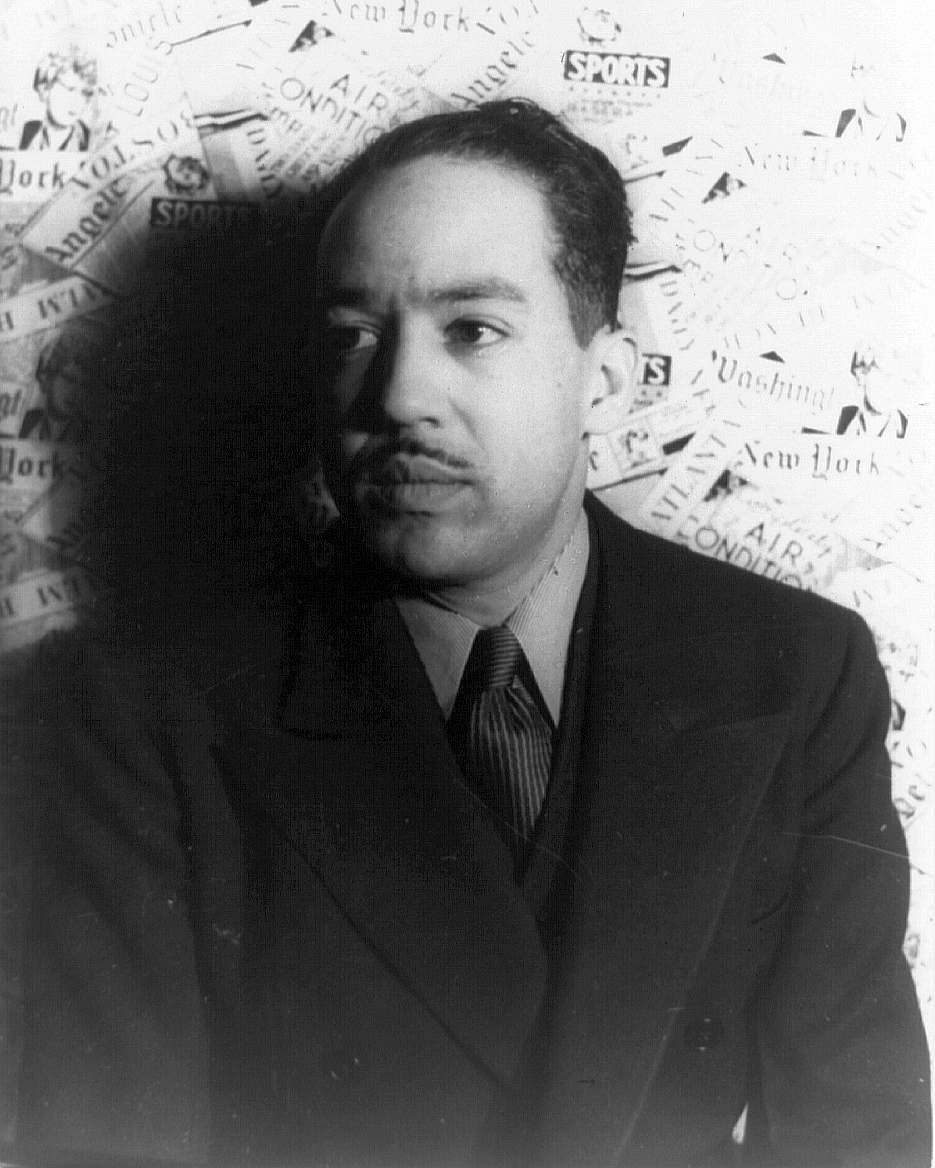
Langston Hughes (1902-1967)
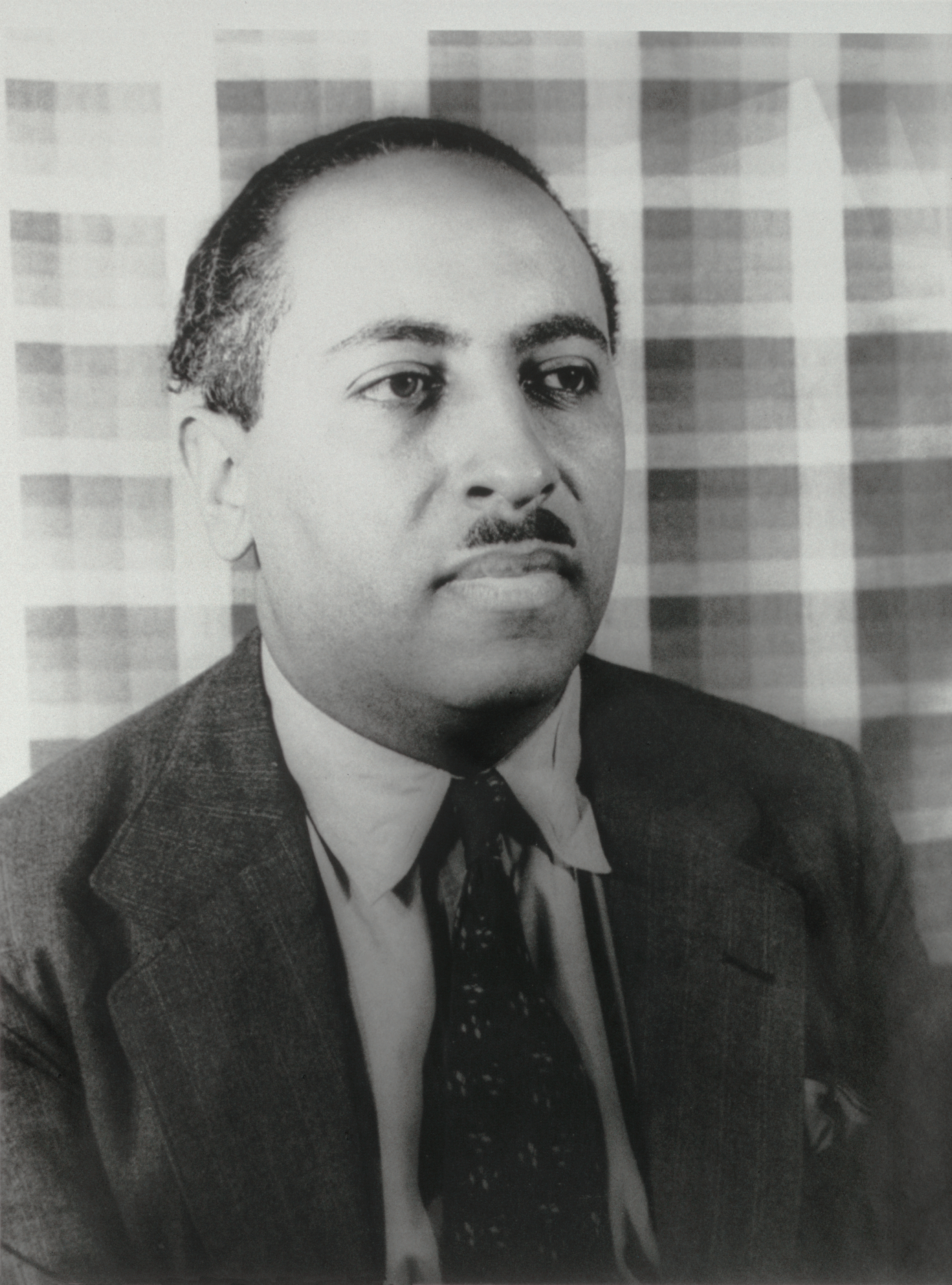
Arna Bontemps (1902-1973)
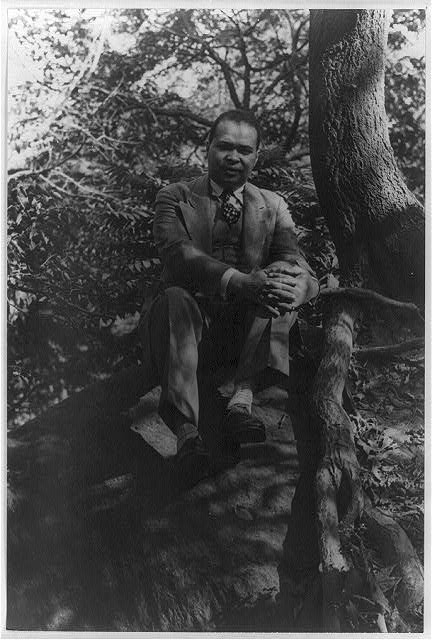
Countee Cullen (1903-1946)
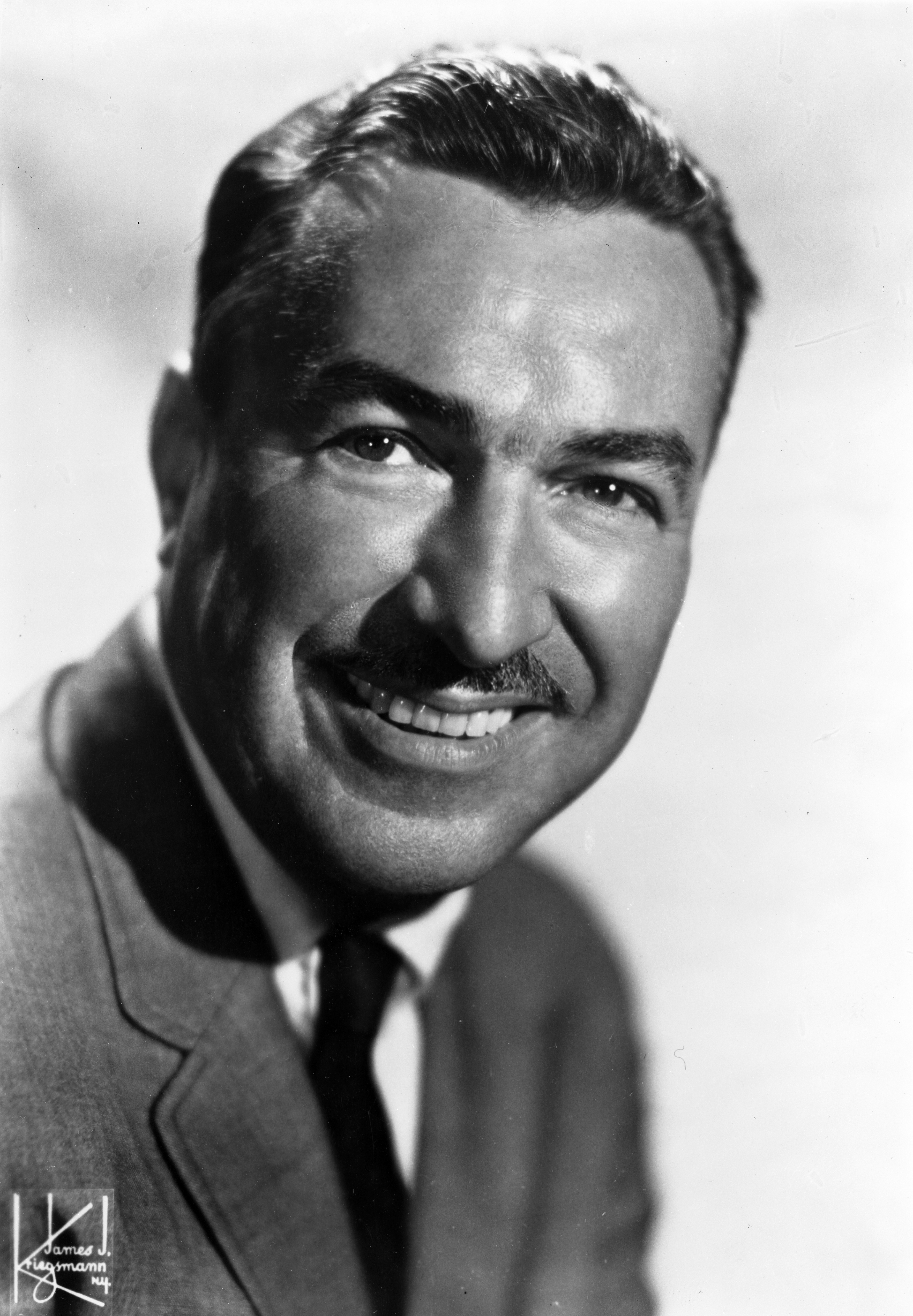
Adam Clayton Powell Jr. (1908-1972)

### Harlem au début duXXesiècle
New York attire de nombreux Afro-Américains au tournant du siècle. Ils sont confrontés au racisme quotidien et sont rejetés du centre ville par les Blancs. Ils se regroupent dans le quartier de Harlem, au nord de Manhattan. Dans les premières décennies du XXe siècle, de nouveaux artistes et intellectuels afro-américains affluent vers la Grosse Pomme et la plupart s’établissent ou travaillent à Harlem : le militant Marcus Garvey en 1918, le musicien Duke Ellington en 1923 ou encore Louis Armstrong en 1924-1925. Harlem devient un foyer de création artistique majeur avec l’installation de peintres, de sculpteurs (Richmond Barthé en 1929) et de photographes (James Van Der Zee en 1932).

### Conditions de la Renaissance
Plusieurs facteurs permettent d’expliquer cette Renaissance, avec en premier lieu l'existence d'une bourgeoisie noire qui se concentre sur Sugar Hill dans les années 1920. Harlem devient le lieu de rendez-vous des élites afro-américaines de New York, qui accède à cette époque au rang de ville mondiale de la culture.
Ensuite, les universités à l’est de Harlem forment une élite afro-américaine. Par exemple, le journaliste, écrivain et poète Langston Hughes obtient son diplôme de l’université Columbia au début des années 1920. Le City College of New York est ouvert aux plus défavorisés et aux minorités ethniques dès le milieu du XIXe siècle. Le poète et romancier Jean Toomer y fait ses études. D’une manière générale, la plupart des écrivains et artistes de la Renaissance de Harlem ont fait des études supérieures à Harvard ou dans d’autres universités[réf. nécessaire].
Enfin, le bouillonnement intellectuel est favorisé par des associations, des organisations et des journaux. Il est soutenu par des mécènes et des protecteurs noirs comme Alain Locke (1885-1954) ou blancs : le photographe et écrivain Carl Van Vechten (1880–1964) est l’un d’entre eux. On lui doit de nombreux clichés des grandes figures de la Renaissance de Harlem.
La presse est un autre vecteur de promotion de la culture afro-américaine. Ainsi, le magazine The Crisis, fondé en 1910 au sein de la National Association for the Advancement of Colored People (NAACP) dans les bureaux du New York Evening Post, publie des pamphlets et des articles des auteurs noirs. Le mensuel fait également connaître les œuvres littéraires d'Arna Bontemps (1902-1973), Langston Hughes (1902-1967), Countee Cullen (1903-1946) et Jean Toomer (1894-1967) dans les années 1920. Le New York Amsterdam News qui paraît à Harlem en 1909, participe à la diffusion des écrits des militants W. E. B. Du Bois, Roy Wilkins (1901-1981) et Adam Clayton Powell Jr. (1908-1972).

## Les «acteurs» de la Renaissance

### Littérature
La vitalité de la Renaissance de Harlem se manifeste dans la multiplication des œuvres et leur diversité, ainsi que par leur large succès. Elle passe par une réflexion sur la condition des Afro-américains dans la société américaine. La voie est ouverte au début du XXe siècle par Booker T. Washington (1856–1915) qui souhaite coopérer avec les Blancs pour améliorer progressivement le sort des Afro-Américains. Cette vision s’oppose à celle de W. E. B. DuBois (1868–1963), l’un des fondateurs de la NAACP en 1909, une organisation qui milite en faveur de l’égalité des minorités, qui préfère favoriser l’émergence d’une élite noire.
On retrouve les thèmes de l’injustice et de l’intolérance chez d’autres auteurs afro-américain de l’entre-deux-guerres : certaines œuvres de Langston Hughes (1902-1967) prennent une tournure politique, voire idéologique. Le romancier noir Wallace Henry Thurman (1902-1934) dénonce avec réalisme les conditions de vie de ses contemporains. Dorothy West (1907-1998) décrit quant à elle la vie d’une famille noire aisée dans The Living Is Easy.
La Renaissance de Harlem met en valeur l’héritage africain. La littérature noire américaine s’inspire alors du folklore africain en empruntant aux formes les plus diverses : chants religieux, contes animaliers, superstitions, devinettes. James Weldon Johnson (1871-1938) adapte les structures du sermon noir (protestantisme noir). D’autres auteurs s’intéressent aux langues afro-américaines du sud profond. Langston Hugues utilise la langue du ghetto et les formes du blues. L’influence du jazz et du blues se lit dans les ballades de Sterling Brown (1901-1989).
Dans Héritage, Countee Cullen célèbre le continent africain. Le Jamaïcain émigré à Harlem Marcus Garvey (1887–1940) prône quant à lui le retour des Noirs sur la terre africaine.
La reconnaissance de la culture afro-américaine est stimulée par le travail d’historiens noirs tels que Carter G. Woodson (1875-1950) et Arturo Alfonso Schomburg (1874-1938). Surnommé le Père de l'histoire noire américaine, ce dernier rassemble au cours de sa vie un grand nombre d'objets, de manuscrits et de documents rares sur l'histoire noire-américaine. Une partie de cette collection se trouve aujourd'hui conservée au Schomburg Center à Harlem. En 1936, l’écrivain et poète Arna Bontemps décrit la révolte de Gabriel Prosser en 1801 dans son roman Black Thunder. Exaltant la résistance à l’esclavage, il atteste le rôle joué par la communauté noire dans sa propre libération.
Les auteurs de la Renaissance de Harlem valorisent l’identité noire américaine : ce programme est esquissé par Alain Locke, dans The New Negro (Le Nouveau Noir, 1925). Alain Locke est un Afro-américain, diplômé en philosophie de Harvard. Dans ses écrits et par son parcours personnel d’intellectuel, il combat les stéréotypes sur le Noir esclave ou sauvage. À Harlem, il aide les artistes, les écrivains et les musiciens noirs de son époque et fait du quartier « La Mecque du renouveau noir ». Ces idées ne sont pas sans rappeler celles de la négritude, définie à la même époque en Afrique de l’Ouest. En 1925, Zora Neale Hurston écrit Color Struck dans le magazine Opportunity Magazine et invente l'expression « Negrotarians ».
Mais cette fierté noire est aussi critiquée ou tournée en dérision, y compris par des écrivains noirs comme George Schuyler (1895-1977). En 1931, Schuyler publie Plus de Noir (Black No More), qui raconte l’histoire d’un scientifique qui invente une machine capable de transformer un Noir en Blanc. Il critique à la fois la violence du Ku Klux Klan et les excès de la NAACP. Le programme de la Renaissance de Harlem est enfin soumis à débat : la littérature doit-elle être réservée à l’élite noire ou intégrer la culture populaire, entre primitivisme et modernisme.
La Renaissance de Harlem connaît dans les années 1920 et 1930 un rayonnement et un succès qui va bien au-delà des États-Unis. La littérature noire américaine est reconnue et récompensée par des prix littéraires : par exemple, le roman de Claude McKay (1889-1946) Home to Harlem (1928), remporte le Hamon Gold Award for Literature. Une traduction française due à Louis Guilloux paraît en 1932. Le roman, qui décrivait la vie dans les rues de Harlem, allait avoir un impact majeur sur les intellectuels noirs dans les Caraïbes, l'Afrique de l'Ouest, et en Europe.

### Musique

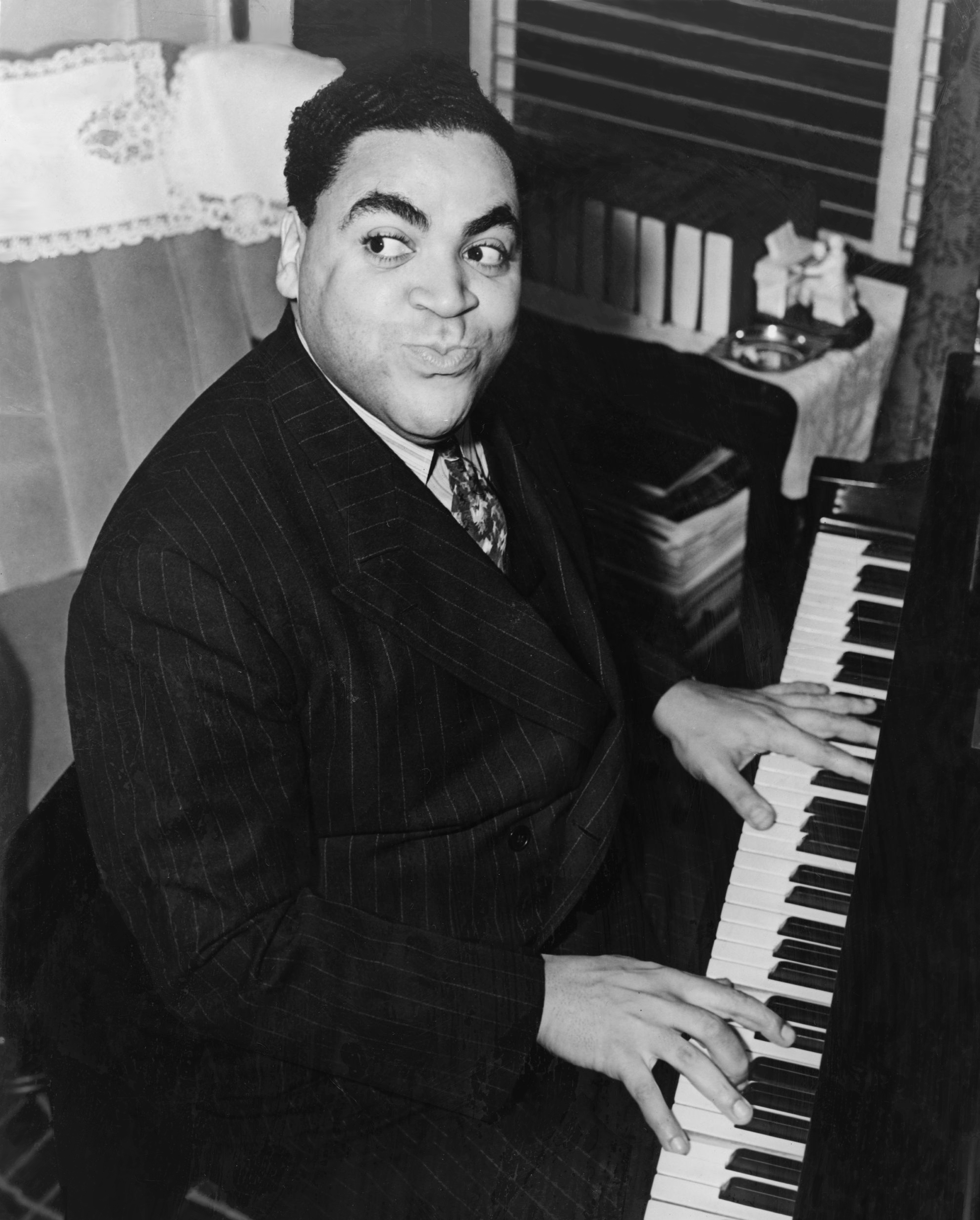
Fats Waller.

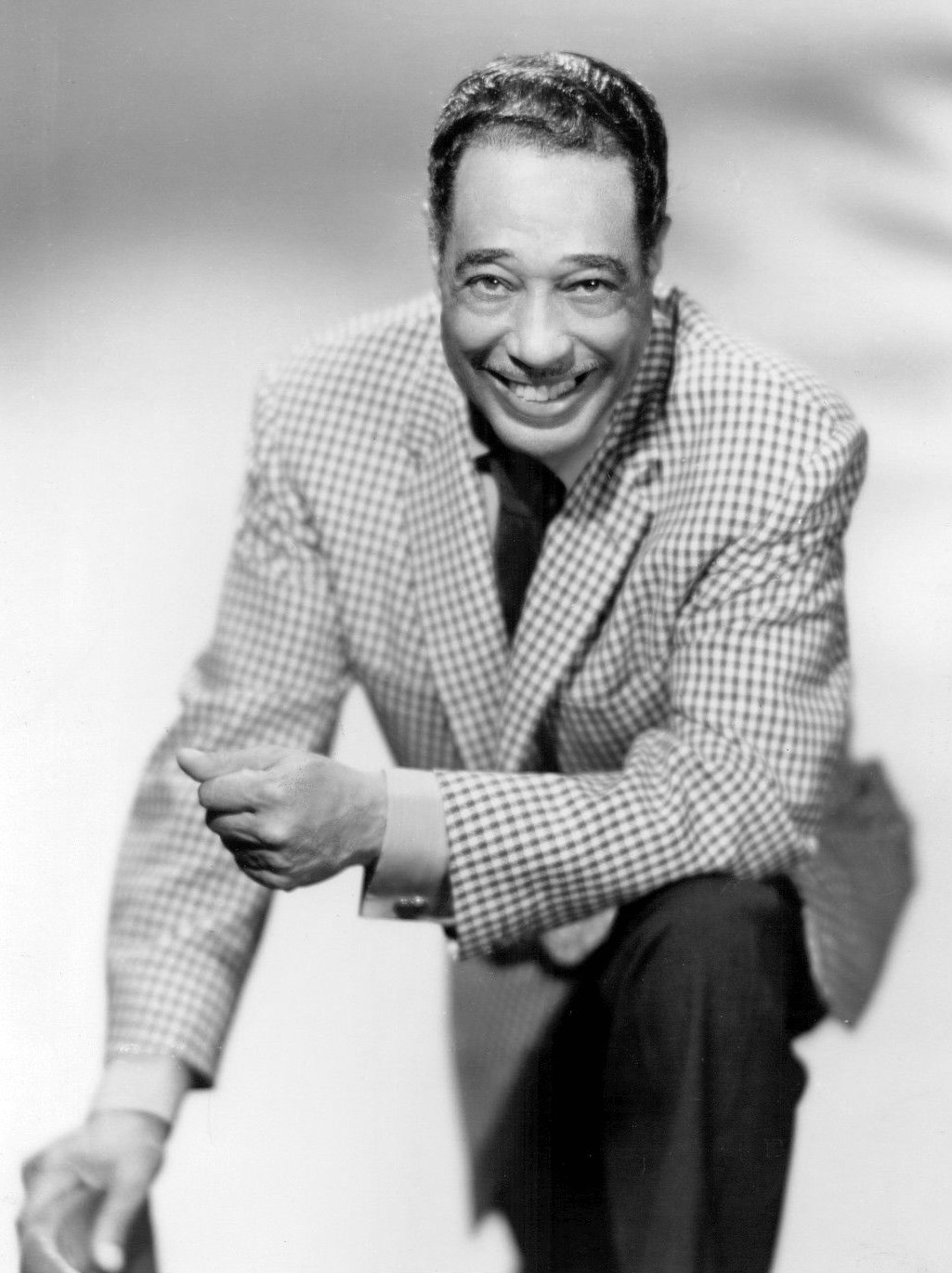
Photo de Duke Ellington.

Dans les années 1930, le quartier de Harlem prend le relais de Chicago pour le jazz : ce courant musical inventé dans le Sud au début du XXe siècle, connaît un grand engouement. Harlem attire alors les plus grands musiciens et les plus grandes chanteuses : William Christopher Handy, Mamie Smith, James P. Johnson, Paul Robeson, Duke Ellington, Louis Armstrong, Count Basie, Fats Waller, Billie Holiday, Ethel Waters, Nicholas Brothers, etc.
Les hauts lieux du jazz sont alors les salles de concert et de bal de Harlem : le Cotton Club n’est ouvert qu’aux Blancs. Les plus grands noms de la Renaissance de Harlem y sont passés : Duke Ellington en 1927, puis Cab Calloway ; bien d’autres artistes se produisent au Savoy Ballroom, le plus connu étant Louis Armstrong ; d’autres endroits accueillent les big bands tels que l’Alhambra, le Roseland, le Connie’s Inn, le Small's Paradise.
Les églises protestantes noires sont aussi des foyers de musique.

### Beaux-arts, graveurs et photographes

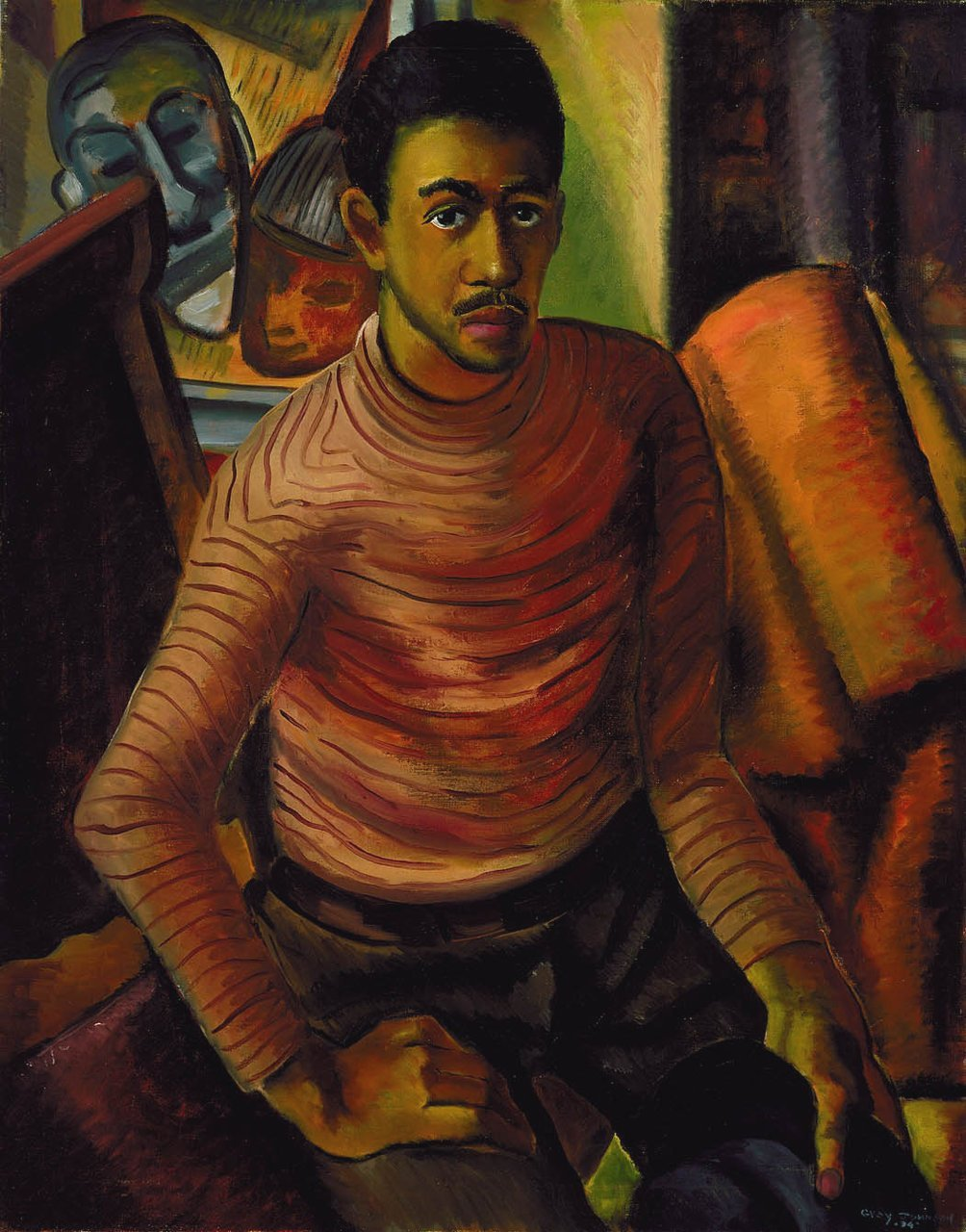
Autoportrait (1934) par Malvin Gray Johnson (Smithsonian American Art Museum, Washington D.C.).

Les principaux peintres, sculpteurs, graveurs et photographes de ce mouvement sont :

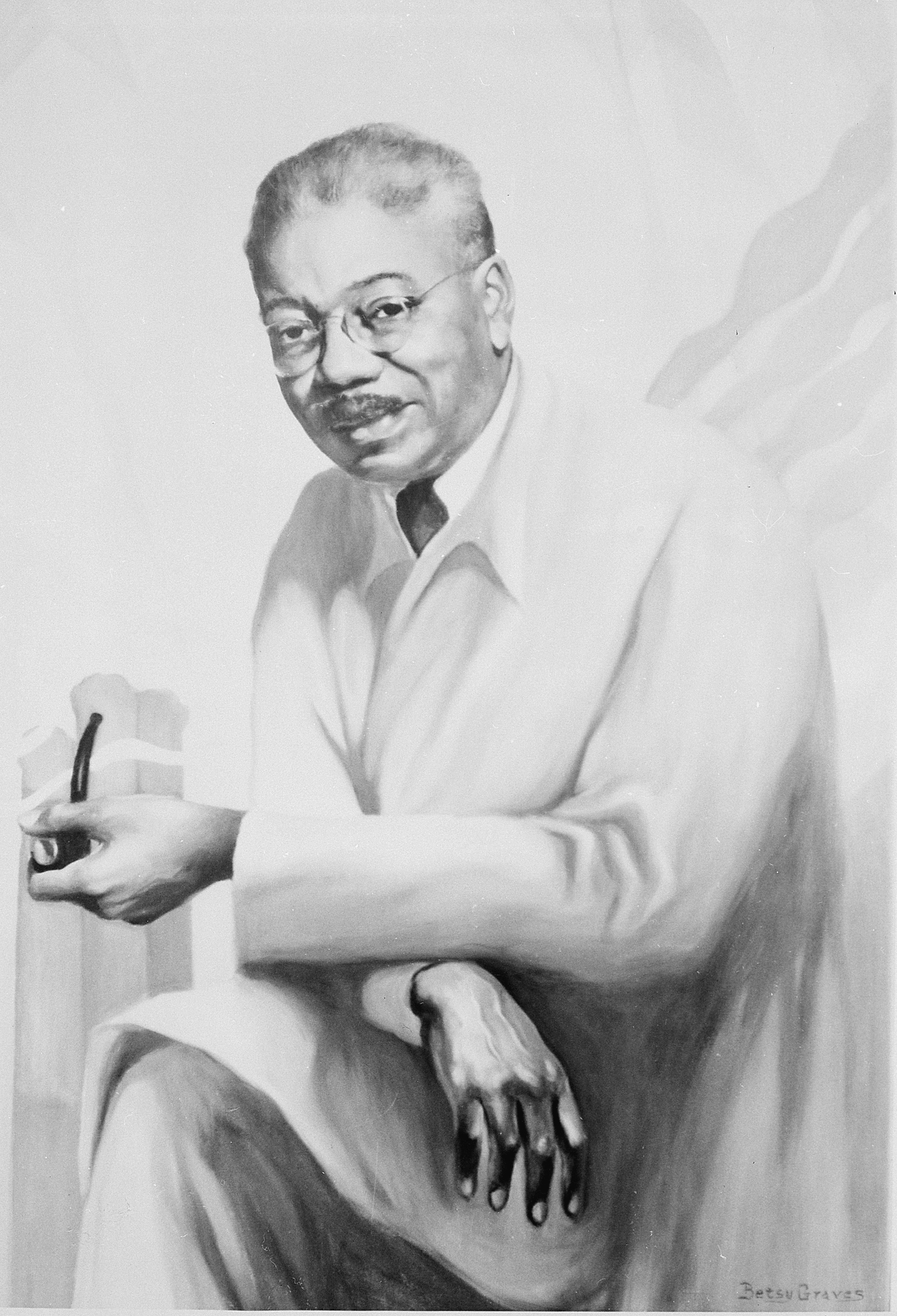
Aaron Douglas (1899–1979)

| - James Latimer Allen - Charles Alston - John T. Biggers - Richmond Barthé - Romare Bearden - Edward Burra - Roy DeCarava - Beauford Delaney - Aaron Douglas - Meta Vaux Warrick Fuller - Palmer Hayden - Lois Mailou Jones | - Sargent Claude Johnson - Malvin Gray Johnson - William H. Johnson - Jacob Lawrence - Norman Lewis - Archibald Motley - Horace Pippin - Nancy Elizabeth Prophet - Augusta Savage - Henry Ossawa Tanner - Prentiss Taylor - James Van Der Zee - Carl Van Vechten - Ellis Wilson - Hale Woodruff |

## Initiateurs de la Renaissance de Harlem
- W. E. B. Du Bois
- Alain Locke
- Jessie Redmon Fauset

## Mécènes
- Arturo Alfonso Schomburg
- Carl Van Vechten
- A'Lelia Walker
- Max Forrester Eastman
- Albert Barnes
- Charlotte Osgood Mason

## Militants, intellectuels, et écrivains

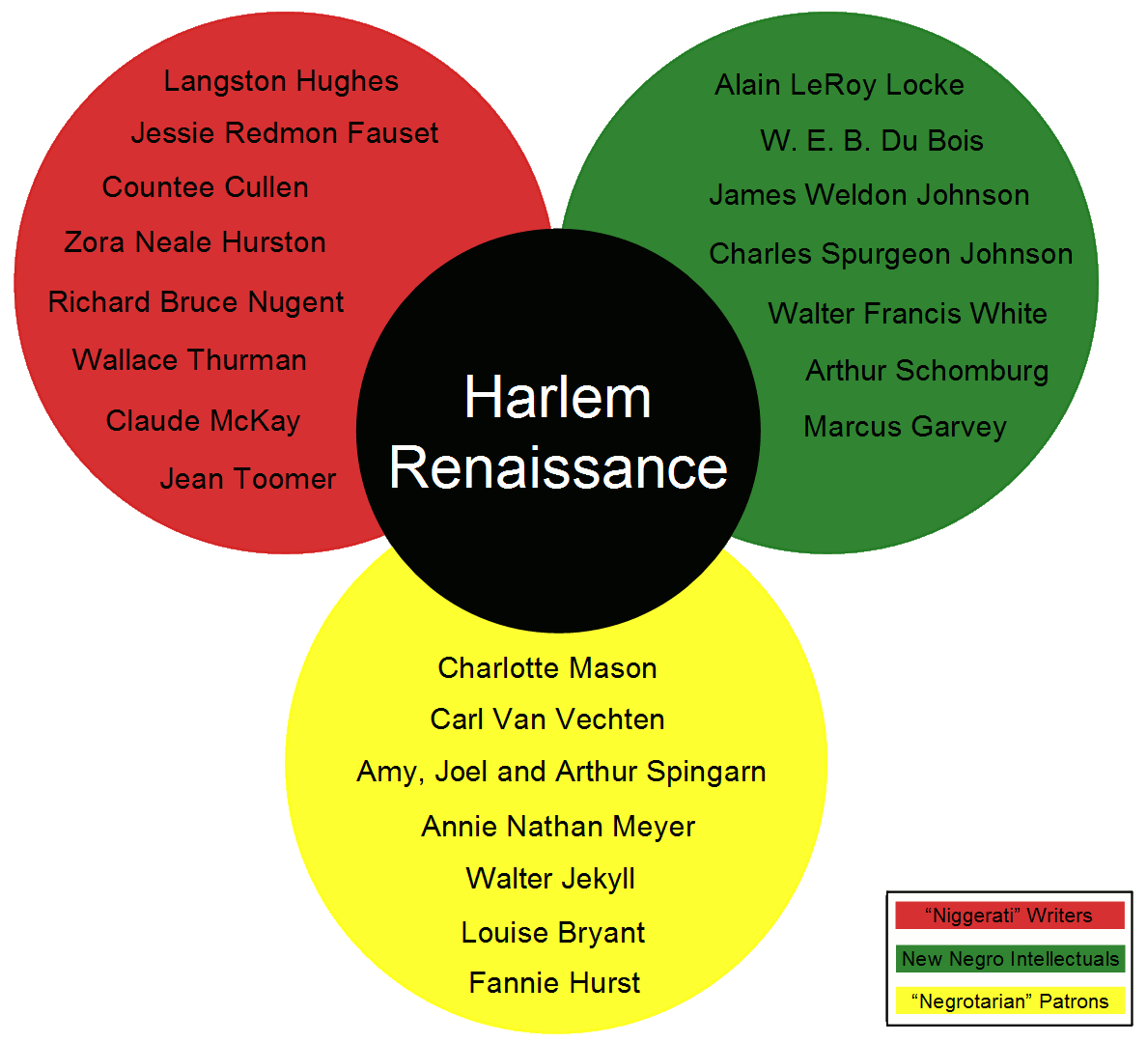
Les acteurs principaux de la Renaissance de Harlem

| - Angelina Weld Grimké, poète, auteure - Ann Petry (Lane), auteure - Anne Spencer, poète - Arna Bontemps, poète - Charles W. Chesnutt - Claude McKay, poète, romancier - Countee Cullen, poète - Dorothy West, auteure - Eric Walrond, écrivain - Gwendolyn B. Bennett, auteure - Hubert Harrison, écrivain, enseignant - Pauline Hopkins, romancière, journaliste, directrice de la publication - James Weldon Johnson, diplomate, auteur-compositeur, journaliste, écrivain, et professeur - Jean Toomer, écrivain, poète (inspiré par son grand-père P. B. S. Pinchback) - Wallace Thurman, écrivain | - Jessie Redmon Fauset, directrice de publication, poète, essayiste et romancière - Langston Hughes, poète, dramaturge - Marcus Garvey, militant, éditeur - Nella Larsen, romancière - Ralph Ellison, écrivain - Richard Bruce Nugent, essayiste, artiste - Richard Wright, écrivain - Rudolph Fisher, écrivain - Sterling Allen Brown, écrivain, poète, professeur - Taylor Gordon (écrivain) - Walter White, écrivain, activiste - Zora Neale Hurston, romancière, anthropologue - Alice Dunbar Nelson poétesse, militante et journaliste - Marita Bonner, écrivaine, essayiste et autrice dramatique |  |

## Artistes du monde du spectacle
| - Louis Armstrong - Duke Ellington - Pop Foster - Fletcher Henderson - Luis Russell - Paul Robeson - Ethel Waters - Charles S. Gilpin | - Bessie Smith - James P. Johnson - Bill "Bojangles" Robinson - William Christopher Handy - Eubie Blake - Florence Mills - Rose McClendon - Ma Rainey | - Fats Waller - Jelly Roll Morton - James Reese Europe - Joséphine Baker - Gladys Bentley - Noble Sissle - Oscar Micheaux - Tim Moore - Adelaïde Hall |

## Sport
- Joe Louis
- Harlem Globetrotters

## Lieux symboliques de la Renaissance de Harlem

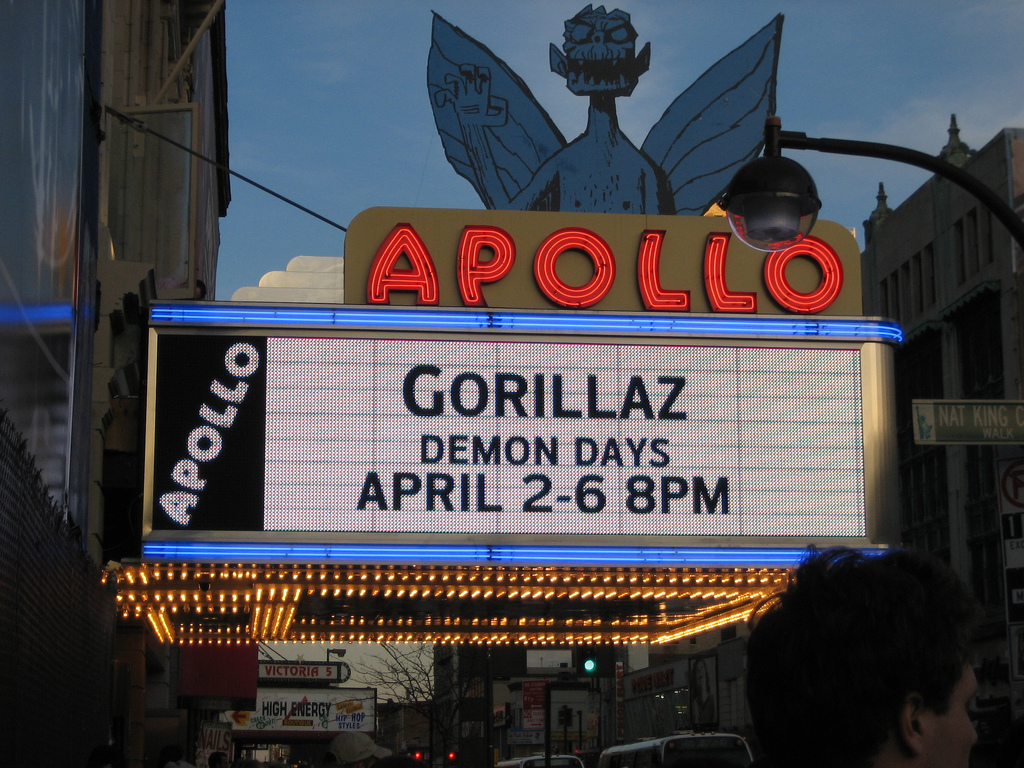
Enseigne de l'Apollo Theater en 2006

- Apollo Theater (1914)
- Cotton Club (1920)
- Small's Paradise (1925)
- Savoy Ballroom (1926)
- Connie's Inn (en)

## Revues artistiques et littéraires
- Opportunity: A Journal of Negro Life (1923-1949)
- Fire !! (1926)
- Harlem (1928)

## Sélection de spectacles musicaux
- Shuffle Along (1921), comédie musicale (entièrement noire)
- Blackbirds of 1928, comédie musicale (Merles de 1928)
- Voodoo (opéra) (en) (1928), opéra de Harry Lawrence Freeman (1869-1954)
- Run, Little Chillun (en) (1933), comédie musicale de Hall Johnson (1888-1970)

## Héritage
- Le New York Times célèbre les 100 ans de Harlem Renaissance[12] par la publication de photos[13] et d'interviews de trois danseurs, LaTasha Barnes,  Ayodele Casel et Camille A. Brown illustrées de vidéos[14].

## Pour approfondir

#### Essais et biographies

##### Francophone
- Gilles Brochard, textes réunis par, Histoires de New York, Paris, Sortilèges, 1997 (ISBN 978-2-251-49123-3)
- Claudine Raynaud, textes réunis par, La Renaissance de Harlem et l'art nègre, Paris, M. Houdiard, 2013, 187 p. (ISBN 978-2-35692-101-7)
- Nella Larsen (trad. de l'anglais), Passer la ligne [« Passing »], Marseille, ACFA, 2009 (1re éd. 1929), 202 p. (ISBN 978-2-9524259-2-6)
- Nella Larsen (trad. de l'anglais par Florence Canicave), Sables mouvants [« Quicksand »] [« Sables mouvants »], Ciboure, Éditions La Cheminante, coll. « Harlem Renaissance », 2015, 215 p. (ISBN 978-2-917598-85-6)
- James Weldon Johson (trad. de l'anglais par Florence Canicave), Autobiographie d'un ex-homme de couleur [« The Autobiography of an Ex-Colored Man »], Ciboure, Éditions La Cheminante, coll. « Harlem Renaissance », 2016, 181 p. (ISBN 978-2-37127-044-2)
- Wallace Thurman (trad. de l'anglais par Florence Canicave, postface Claudine Raynaud), Plus noire est la mûre : Roman de la vie nègre [« The Blacker the Berry »], Ciboure, Éditions La Cheminante, coll. « Harlem Renaissance », 2017, 220 p. (ISBN 978-2-37127-089-3)

##### Anglophone
- Aberjhani et Sandra L. West, The Encyclopedia of the Harlem Renaissance, Facts on File, 2003, 449 p. (ISBN 978-1-4381-3017-0, lire en ligne)
- David Driskell et al., Harlem Renaissance : Art of Black America, Harry N. Abrams, First Edition, 1987 (ISBN 978-0-8109-1099-7)
- Jim Haskins, Black Stars of the Harlem Renaissance : African Americans Who Lived Their Dreams, Wiley, 2002, 128 p. (ISBN 978-0-471-21152-5)
- Laban Carrick Hill, Harlem Stomp! : A Cultural History Of The Harlem Renaissance, Little Brown Books, 2009, 160 p. (ISBN 978-0-316-49633-9)
- Nathan Huggins, Voices from the Harlem Renaissance, Oxford University Press, 1976, 438 p. (ISBN 978-0-19-509360-5, lire en ligne)
- David Lewis, The Portable Harlem Renaissance Reader, Penguin, 1995, 770 p. (ISBN 978-0-14-017036-8)
- Denise Murrell, The Harlem Renaissance and transatlantic modernism, MET, 2024 (978-1-58839-773-7)
- Steven Watson, The Harlem Renaissance : Hub of African-American Culture 1920-1930, Pantheon, 1996
- Cary D. Wintz, Black Culture and the Harlem Renaissance, Tamu Press, 2000

#### Articles anglophones

##### Années 1965-1979
- Abraham Chapman, « The Harlem Renaissance in Literary History », CLA Journal, vol. 11, no 1,‎ septembre 1967, p. 38-58 (21 pages) (lire en ligne ),
- Waters E. Turpin, « Four Short Fiction Writers of the Harlem Renaissance », CLA Journal, vol. 11, no 1,‎ septembre 1967, p. 59-72 (14 pages) (lire en ligne ),
- Addison Gayle, jr., « The Harlem Renaissance: towards a black aesthetic », Midcontinent American Studies Journal, vol. 11, no 2,‎ 1970, p. 78-87 (10 pages) (lire en ligne ),
- Charles F. Cooney, « Walter White and the Harlem Renaissance », The Journal of Negro History, vol. 57, no 3,‎ juillet 1972, p. 231-240 (10 pages) (lire en ligne ),
- Robert C. Hart, « Black-White Literary Relations in the Harlem Renaissance », American Literature, vol. 44, no 4,‎ janvier 1973, p. 612-628 (17 pages) (lire en ligne ),
- Richard Lederer, « The Didactic and the Literary in Four Harlem Renaissance Sonnets », The English Journal, vol. 62, no 2,‎ février 1973, p. 219-223 (5 pages) (lire en ligne ),
- Edward E. Waldron, « Walter White and the Harlem Renaissance : Letters from 1924-1927 », CLA Journal, vol. 16, no 4,‎ juin 1973, p. 438-457 (20 pages) (lire en ligne ),
- Roger Whitlow, « The Harlem Renaissance and after: A Checklist of Black Literature of the Twenties and Thirties », Negro American Literature Forum, vol. 7, no 4,‎ hiver 1973, p. 143-146 (4 pages) (lire en ligne ),
- Bernard Bell, « Folk Art and the Harlem Renaissance », Phylon, vol. 36, no 2,‎ octobre-décembre 1975, p. 155-163 (9 pages) (lire en ligne ),
- Mark Helbling, « Carl Van Vechten and the Harlem Renaissance », Negro American Literature Forum, vol. 10, no 2,‎ été 1976, p. 39-47 (9 pages) (lire en ligne ),
- Charles Scruggs, « "All Dressed Up But No Place to Go": The Black Writer and his Audience During the Harlem Renaissance », American Literature, vol. 48, no 4,‎ janvier 1977, p. 543-563 (21 pages) (lire en ligne ),
- Malcolm S. Cole, « "Afrika singt": Austro-German Echoes of the Harlem Renaissance », Journal of the American Musicological Society, vol. 30, no 1,‎ printemps 1977, p. 72-95 (24 pages) (lire en ligne ),
- Ralph L. Pearson, « Combatting racism with art: charles s. johnson and the harlem renaissance », American Studies, vol. 18, no 1,‎ printemps 1977, p. 123-134 (12 pages) (lire en ligne ),
- Charles L. James, « On the Legacy of the Harlem Renaissance », Obsidian (1975-1982), vol. 4, no 1,‎ printemps 1978, p. 32-53 (22 pages) (lire en ligne ),
- Abby Arthur Johnson, « Literary Midwife: Jessie Redmon Fauset and the Harlem Renaissance », Phylon, vol. 39, no 2,‎ avril - juin 1978, p. 143-153 (11 pages) (lire en ligne ),
- Erlene Stetson, « Rediscovering the Harlem Renaissance : Georgia Douglas Johnson, "The  New Negro Poet" », Obsidian, vol. 5, nos 1/2,‎ printemps - été 1979, p. 26-34 (9 pages) (lire en ligne ),

##### Années 1980-1989
- Charles W. Scruggs, « Alain Locke and Walter White: Their Struggle for Control of the Harlem Renaissance », Black American Literature Forum, vol. 14, no 3,‎ automne 1980, p. 91-99 (9 pages) (lire en ligne ),
- Sharon Dean et Erlene Stetson, « Flower-Dust and Springtime: Harlem Renaissance Women », The Radical Teacher, no 18,‎ 1981, p. 1-8 (8 pages) (lire en ligne ),
- Gary Smith, « Gwendolyn Brooks's A Street in Bronzeville, the Harlem Renaissance and the Mythologies of Black Women », MELUS, vol. 10, no 3,‎ automne 1983, p. 33-46 (14 pages) (lire en ligne ),
- Aderemi Bamikunle, « The Harlem Renaissance and White Critical Tradition », CLA Journal, vol. 29, no 1,‎ septembre 1985, p. 33-51 (19 pages) (lire en ligne ),
- Freda L. Scott, « Black Drama and the Harlem Renaissance », Theatre Journal, vol. 37, no 4,‎ décembre 1985, p. 426-439 (14 pages) (lire en ligne ),
- Leonard Diepeveen, « Folktales in the Harlem Renaissance », American Literature, vol. 58, no 1,‎ mars 1986, p. 64-81 (18 pages) (lire en ligne ),
- Houston A. Baker, Jr., « Modernism and the Harlem Renaissance », American Quarterly, vol. 39, no 1,‎ printemps 1987, p. 84-97 (14 pages) (lire en ligne ),
- Ralph D. Story, « Patronage and the Harlem Renaissance », CLA Journal, vol. 32, no 3,‎ mars 1989, p. 284-295 (12 pages) (lire en ligne ),
- Ralph D. Story, « Gender and Ambition : Zora Neal Hurston in the Harlem Renaissance », The Black Scholar, vol. 20, nos 3/4,‎ été 1989, p. 25-31 (7 pages) (lire en ligne ),

##### Années 1990-1999
- Sidney H. Bremer, « Home in Harlem, New York: Lessons from the Harlem Renaissance Writers », PMLA, vol. 105, no 1,‎ janvier 1990, p. 47-56 (10 pages) (lire en ligne ),
- Elyse Demaray et Lori Landay, « Senses of Self: Women Writers of the Harlem Renaissance », Feminist Teacher, vol. 5, no 2,‎ 1990, p. 32-33 (2 pages) (lire en ligne ),
- Guido A. Podestá, « An Ethnographic Reproach to the Theory of the Avant-Garde: Modernity and Modernism in Latin America and the Harlem Renaissance », MLN, vol. 106, no 2,‎ mars 1991, p. 395-422 (28 pages) (lire en ligne ),
- Gerald Early, « Three Notes Toward a Cultural Definition of The Harlem Renaissance », Callaloo, vol. 14, no 1,‎ hiver 1991, p. 136-149 (14 pages) (lire en ligne ),
- Gayle Murchison, « "Dean of Afro-American Composers" or "Harlem Renaissance Man": "The New Negro" and the Musical Poetics of William Grant Still », The Arkansas Historical Quarterly, vol. 53, no 1,‎ printemps 1994, p. 42-74 (33 pages) (lire en ligne ),
- David Levering Lewis, « The Intellectual Luminaries of the Harlem Renaissance », The Journal of Blacks in Higher Education, no 7,‎ printemps 1995, p. 68-69 (2 pages) (lire en ligne ),
- Megan Sullivan, « Folk Plays, Home Girls, and Back Talk : Georgia Douglas Johnson and Women of the Harlem Renaissance », CLA Journal, vol. 38, no 4,‎ juin 1995, p. 404-419 (16 pages) (lire en ligne ),
- Jonathan Scott Holloway, « Harlem Renaissance Scholars Debate the Route to Racial Progress », The Journal of Blacks in Higher Education, no 8,‎ été 1995, p. 60-63 (4 pages) (lire en ligne ),
- David Krasner, « Whose Role is it Anyway?: Charles Gilpin and the Harlem Renaissance », African American Review, vol. 29, no 3,‎ automne 1995, p. 483-496 (14 pages) (lire en ligne ),
- Robert F. Worth, « Nigger Heaven and the Harlem Renaissance », African American Review, vol. 29, no 3,‎ automne 1995, p. 461-473 (13 pages) (lire en ligne ),
- Roger M. Valade III, « A Black Literary Guide to the Harlem Renaissance », The Journal of Blacks in Higher Education, no 11,‎ printemps 1996, p. 102-109 (8 pages) (lire en ligne ),
- Edward Marx, « Forgotten Jungle Songs: Primitivist Strategies of the Harlem Renaissance », The Langston Hughes Review, vol. 14, nos 1/2,‎ printemps 1996, p. 79-93 (15 pages) (lire en ligne ),
- Barbara McCaskill, « The Folklore of the Coasts in Black Women's Fiction of the Harlem Renaissance », CLA Journal, vol. 39, no 3,‎ mars 1996, p. 273-301 (29 pages) (lire en ligne )
- Jon Michael Spencer, « The Black Church and the Harlem Renaissance », African American Review, vol. 30, no 3,‎ automne 1996, p. 453-460 (8 pages) (lire en ligne ),
- Adrienne Johnson Gosselin, « Beyond the Harlem Renaissance: The Case for Black Modernist Writers », Modern Language Studies, vol. 26, no 4,‎ automne 1996, p. 37-45 (9 pages) (lire en ligne ),
- Virginia Whatley Smith, « The Harlem Renaissance and its Blue-Jazz Traditions: Harlem and its Places of Entertainment », Obsidian II, vol. 11, nos 1/2,‎ hiver 1996, p. 21-60 (40 pages) (lire en ligne ),
- Kenneth R. Janken, « Civil Rights and Socializing in the Harlem Renaissance: Walter White and the Fictionalization of the "New Negro" in Georgia », The Georgia Historical Quarterly, vol. 80, no 4,‎ hiver 1996, p. 817-834 (18 pages) (lire en ligne ),
- Marilyn Dickey, « Harlem Renaissance », Landscape Architecture Magazine, vol. 87, no 2,‎ février 1997, p. 48, 50-53 (5 pages) (lire en ligne ),
- Mary E. Young, « Anira Scott Coleman », CLA Journal, vol. 40, no 3,‎ mars 1997, p. 271-287 (17 pages) (lire en ligne ),
- Catherine Parsons Smith, « "Harlem Renaissance Man" Revisited: The Politics of Race and Class in William Grant Still's Late Career », American Music, vol. 15, no 3,‎ automne 1997, p. 381-406 (26 pages) (lire en ligne ),
- Dean McWilliams, « Charles Chesnutt and the Harlem Renaissance », Soundings, vol. 90, no 4,‎ hiver 1997, p. 591-606 (16 pages) (lire en ligne ),
- Kenneth R. Janken, « African American and Francophone Black Intellectuals during the Harlem Renaissance », The Historian, vol. 60, no 3,‎ printemps 1998, p. 487-505 (19 pages) (lire en ligne ),
- Winston Napier, « Affirming Critical Conceptualism: Harlem Renaissance Aesthetics and the Formation of Alain Locke's Social Philosophy », The Massachusetts Review, vol. 39, no 1,‎ printemps 1998, p. 93-112 (20 pages) (lire en ligne ),
- Judith Musser, « African American Women's Short Stories in the Harlem Renaissance: Bridging a Tradition », MELUS, vol. 23, no 2,‎ été 1998, p. 27-47 (21 pages) (lire en ligne ),
- Margo V. Perkins, « The Achievement and Failure of  "NIGGER HEAVEN": Carl van Vechten and the Harlem Renaissance », CLA Journal, vol. 42, no 1,‎ septembre 1998, p. 1-23 (23 pages) (lire en ligne ),
- Scott Zaluda, « Lost Voices of the Harlem Renaissance: Writing Assigned at Howard University, 1919-31 », College Composition and Communication, vol. 50, no 2,‎ décembre 1998, p. 232-257 (26 pages) (lire en ligne ),
- Carl A. Wade, « African-American Aesthetics and the Short Fiction of Eric Walrond "TROPIC DEATH"  and the Harlem Renaissance », CLA Journal, vol. 42, no 4,‎ juin 1999, p. 403-429 (27 pages) (lire en ligne ),
- Amy E. Carreiro, « Ghosts of the Harlem Renaissance: "Negrotarians" in Richard Wright's Native Son », The Journal of Negro History, vol. 84, no 3,‎ été 1999, p. 247-259 (13 pages) (lire en ligne ),
- Daylanne K. English, « Selecting the Harlem Renaissance », Critical Inquiry, vol. 25, no 4,‎ été 1999, p. 807-821 (15 pages) (lire en ligne ),

##### Années 2000-2009
- R. Baxter Miller, « Café de la paix: Mapping the Harlem Renaissance », South Atlantic Review, vol. 65, no 2,‎ printemps 2000, p. 73-94 (22 pages) (lire en ligne ),
- « The New Modernists: African-American Writers of the Harlem Renaissance », The Journal of Blacks in Higher Education, no 28,‎ été 2000, p. 27-28 (2 pages) (lire en ligne ),
- Michael L. Cobb, « Insolent Racing, Rough Narrative: The Harlem Renaissance's Impolite Queers », Callaloo, vol. 23, no 1,‎ hiver 2000, p. 328-351 (24 pages) (lire en ligne ),
- Cheryl A. Wall, « Histories and Heresies: Engendering the Harlem Renaissance », Meridians, vol. 2, no 1,‎ 2001, p. 59-76 (18 pages) (lire en ligne ),
- Consuela Francis, « (Re)Making a Difference: The Harlem Renaissance and the Anxiety of 1926 », The Langston Hughes Review, vol. 17,‎ printemps 2002, p. 49-59 (11 pages) (lire en ligne ),

#### Articles francophones
- M.E. MUDIMBE-BOYI, « Harlem Renaissance et l'Afrique : Une aventure ambiguë », Présence Africaine, no 147,‎ juillet - septembre 1988, p. 18-28 (11 pages) (lire en ligne ),
- Ntongela MASILELA, « Sterling A. Brown : The Last Of The Harlem Renaissance Greats », Présence Africaine, no 148,‎ octobre-décembre 1988, p. 170-175 (6 pages) (lire en ligne )